# Haplophallus maculatus
Haplophallus maculatus är en insektsart som först beskrevs av Tillyard 1923.  Haplophallus maculatus ingår i släktet Haplophallus och familjen gluggmärkestövsländor. Inga underarter finns listade i Catalogue of Life.